# Justizvollzugsanstalt Lingen

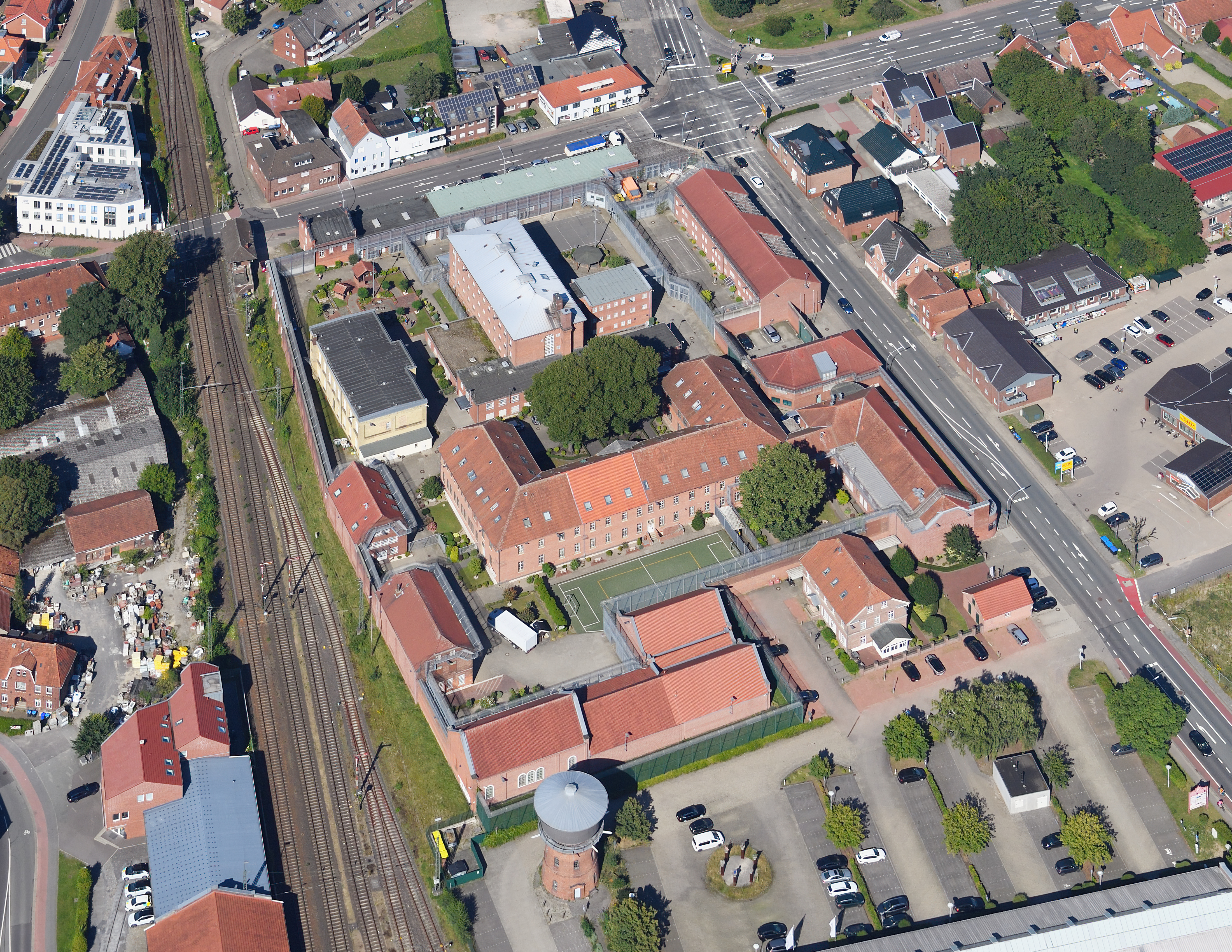
Die Justizvollzugsanstalt Lingen aus der Luft gesehen

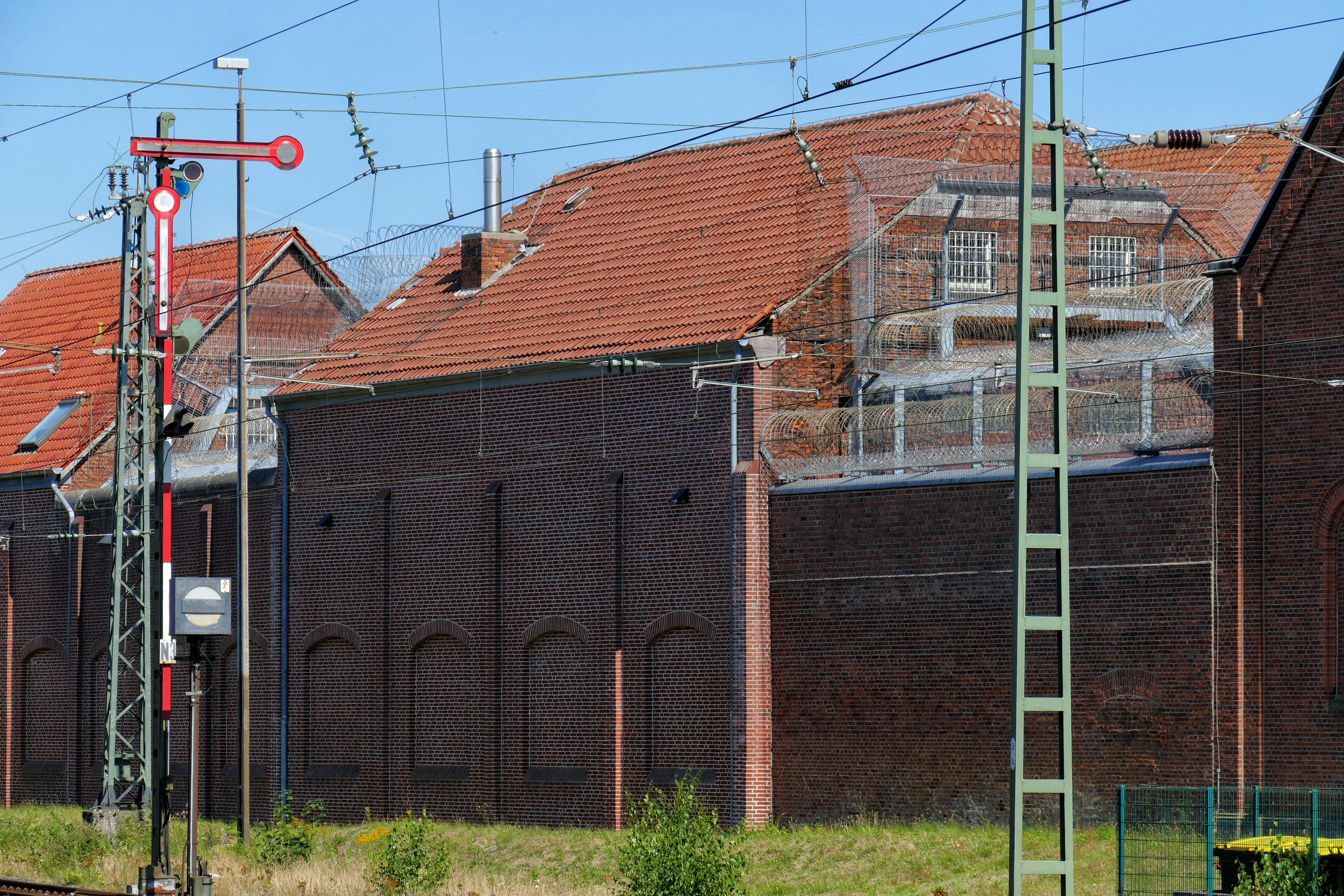
JVA Lingen (Bäckerei)

Die Justizvollzugsanstalt Lingen ist eine Justizvollzugsanstalt des Landes Niedersachsen. Die Hauptanstalt befindet sich an der Kaiserstraße in Lingen (Ems). Sie besitzt weitere Abteilungen in Damaschke (am Grenzweg in Lingen (Ems)), Groß Hesepe und Osnabrück.